# جنارو ترویانیلو
جنارو ترویانیلو (انگلیسی: Gennaro Troianiello؛ زادهٔ ۲۱ مارس ۱۹۸۳) بازیکن فوتبال اهل ایتالیا است.
از باشگاه‌هایی که در آن بازی کرده‌است می‌توان به باشگاه فوتبال هلاس ورونا، باشگاه فوتبال فروزینونه، باشگاه فوتبال فوجا، باشگاه فوتبال سالرنیتانا، باشگاه فوتبال بولونیا، باشگاه فوتبال روبور سیه‌نا، باشگاه فوتبال ساسولو، باشگاه فوتبال پالرمو، و باشگاه فوتبال ترنانا اشاره کرد.